# Ledesma de la Cogolla
Ledesma de la Cogolla tỉnh và cộng đồng tự trị La Rioja, phía bắc Tây Ban Nha. Đô thị này có diện tích là 12,13 ki-lô-mét vuông, dân số năm 2009 là 21 người với mật độ 1,73 người/km². Đô thị này có cự ly 40 km so với Logroño.